# Fleshgod Apocalypse
Fleshgod Apocalypse é uma banda italiana de symphonic technical death metal, formada em Abril de 2007.

## História
Fleshgod Apocalypse se formou em Abril de 2007 e gravou sua primeira demonstração, Promo 07 na 16º Cellar Studios com o produtor Stefano "Saul" Morabito, lançando-o pouco tempo depois.A demonstração foi relançada no ano seguinte em um CD dividido com as seguintes bandas amigas italianas: Septycal Gorge, Modus Delicti e Onirik. Fleshgod Apocalypse assinou um contrato com a Neurotic Records.No ano de 2008 a banda excursionou pela Europa, apoiano bandas como Behemoth, Origin, Dying Fetus, Hate Eternal, Suffocation, Napalm Death e muito mais.
Em maio de 2008, a banda gravou o primeiro álbum de longa duração, Oracles. Devido a problemas com a gravadora, a banda só pôde lançar o álbum em 2009: em Março pela Candlelight (para a Europa); e em Abril pela Willowtip Records (para o resto do mundo). Pouco tempo após lançar Oracles, a banda teve uma mudança na formação: sai o baterista Francesco Struglia, cabendo a Francesco Paoli fazer o seu papel, e entra Tommaso Ricardi, que canta e toca guitarra.
Em 2010, o EP Mafia foi gravado, no 16º Cellar Studios, e lançado pela Willowtip. O mini-álbum inclui 4 novas faixas e um cover da música "Blinded by fear", de At the Gates. A banda embarcou em uma outra tour europeia, apoiando o Suffocation. Seguindo esta tour, iniciaram outra na Rússia.
Até 2010, o atual baterista Francesco Paoli fazia os vocais simultaneamente em sua antiga banda Hour of Penance, enquanto tocava no Fleshgod Apocalypse. Ele fechou o Hour of Penance para focar apenas no Fleshgod Apocalypse. Em Novembro de 2010, a banda assinou um contrato com a gravadora Extreme Management Group, e começou a escrever para seu segundo álbum de longa duração. Mas em Maio de 2011, a banda já assina com a Nuclear Blast Records, dando sequencia às composições. Durante esse tempo, um outro novo membro foi adicionado à banda: o pianista e orquestrador Francesco Ferrini. A adição do músico intensificou o som sinfônico nas canções da banda, e logo depois surgiu o álbum Agony, lançado em 2011, e aclamado pela mídia especializada.
Em janeiro de 2012 eles excursaram pela Inglaterra com The Black Dahlia Murder e Skeletonwitch. Durante março de 2012, o Fleshgod Apocalypse fez shows na África do Sul, apoiados pela cena local de death metal. O Fleshgod Apocalypse divulgou um videoclipe para "The Forsaking", do álbum Agony, em 22 de dezembro de 2012.
O terceiro disco de estúdio do quinteto, intitulado Labyrinth, foi lançado em 16 de agosto de 2013 na Europa 20 de agosto na América do Norte, pela Nuclear Blast. Labyrinth foi gravado com Stefano Morabito no 16th Cellar Studio. Contando com algumas participações, é um álbum conceitual que fala sobre o mito do Labirinto de Knossos e sua analogia aos tempos modernos.
Em 2021, o álbum Veleno foi eleito pela Metal Hammer como o 11º melhor álbum de metal sinfônico de todos os tempos.

## Membros
Membros atuais
- Paolo Rossi – baixo, vocais limpos (2007-presente)
- Francesco Paoli – guitarra, vocais  (2007-2009, 2017-presente)
- Francesco Ferrini – piano, arranjos, efeitos orquestrais (2010-presente)
- Eugene Ryabchenko – bateria (2020-presente)

Ex-membros
- Francesco Struglia – bateria (2007-2009)
- Cristiano Trionfera - guitarra principal (2007-2017)
- Tomasso Riccardi - vocal principal, guitarra (2009-2017)

Membros em estúdio
- Francesco Ferrini - piano, arranjos, efeitos orquestrais (2009-2010)
- Tomasso Riccardi - guitarra (2009)
- Veronica Bordacchini - opera singer (2011-presente)
- Mauro Mercurio - bateria (2009)

Membros ao vivo
- Veronica Bordacchini - opera singer (2013-presente)
- Fabio Bartoletti - guitarra (2017-presente)
- David Folchitto - bateria (2017-presente)

## Discografia
Álbuns de estúdio
- Oracles (2009) (Candlelight Records)
- Agony (2011) (Nuclear Blast)
- Labyrinth (2013) (Nuclear Blast)
- King (2016) (Nuclear Blast)
- Veleno (2019) (Nuclear Blast)

EP
- Mafia (2010) (Willowtip)
- No (2020) (Nuclear Blast)

Demos e álbuns split
- Promo '07 (Demo, 2007)
- Da Vinci Death Code (Split, 2008)